# Diplotemnus pinguis
Diplotemnus pinguis är en spindeldjursart som beskrevs av Beier 1955. Diplotemnus pinguis ingår i släktet Diplotemnus och familjen Atemnidae. Inga underarter finns listade i Catalogue of Life.